# 载人龙飞船示范2号
载人龙飞船示范2号（又译作：载人龙飞船先行2号）是民营航天制造商SpaceX发射的首艘载人飞船，也是美国自2011年航天飞机退役后的首次本土载人任务。火箭通过龙飞船2号将两名宇航员送往国际空间站，此次任务的指令长由曾担任美国航天飞机最后一次任务STS-135的飞行员道格拉斯·赫爾利担任，操作手则由羅伯特·本肯担任。
火箭此前计划在美国东部时间2020年5月27日发射，受熱帶風暴伯莎的影响，原定于5月27日的发射被迫中止，发射日期推迟到5月30日下午3时22分45秒（东八区5月31日凌晨3时22分45秒）发射。该航天飞船于2020年5月31日美国东部时间上午10:16（UTC 14:16）与国际空间站进行了软对接，比美国东部时间上午10:29（UTC 14:29）的预定时间稍早。
此次為9年來美國終於再度有能力將人送上太空的里程碑，也是首次由民間公司發射，標誌了載人太空領域的第四位玩家加入（繼美國、俄羅斯、中國之後）。發射的实况转播非常受欢迎，美國本地與不同國家的觀眾有300万人收看了NASA的官方直播，而SpaceX直播达到了410万观众的峰值。据美国国家航空航天局估计，在各种在线平台上收看的網路訂閱大约有1000万人，雖然有疫情的影響，仍大约有15万人聚集在佛罗里达的太空海岸观看，而美國總統川普與副總統彭斯等政府官員也到場觀看，此外还有数目未知的人数在电视节目上收看直播。

## 宇航员

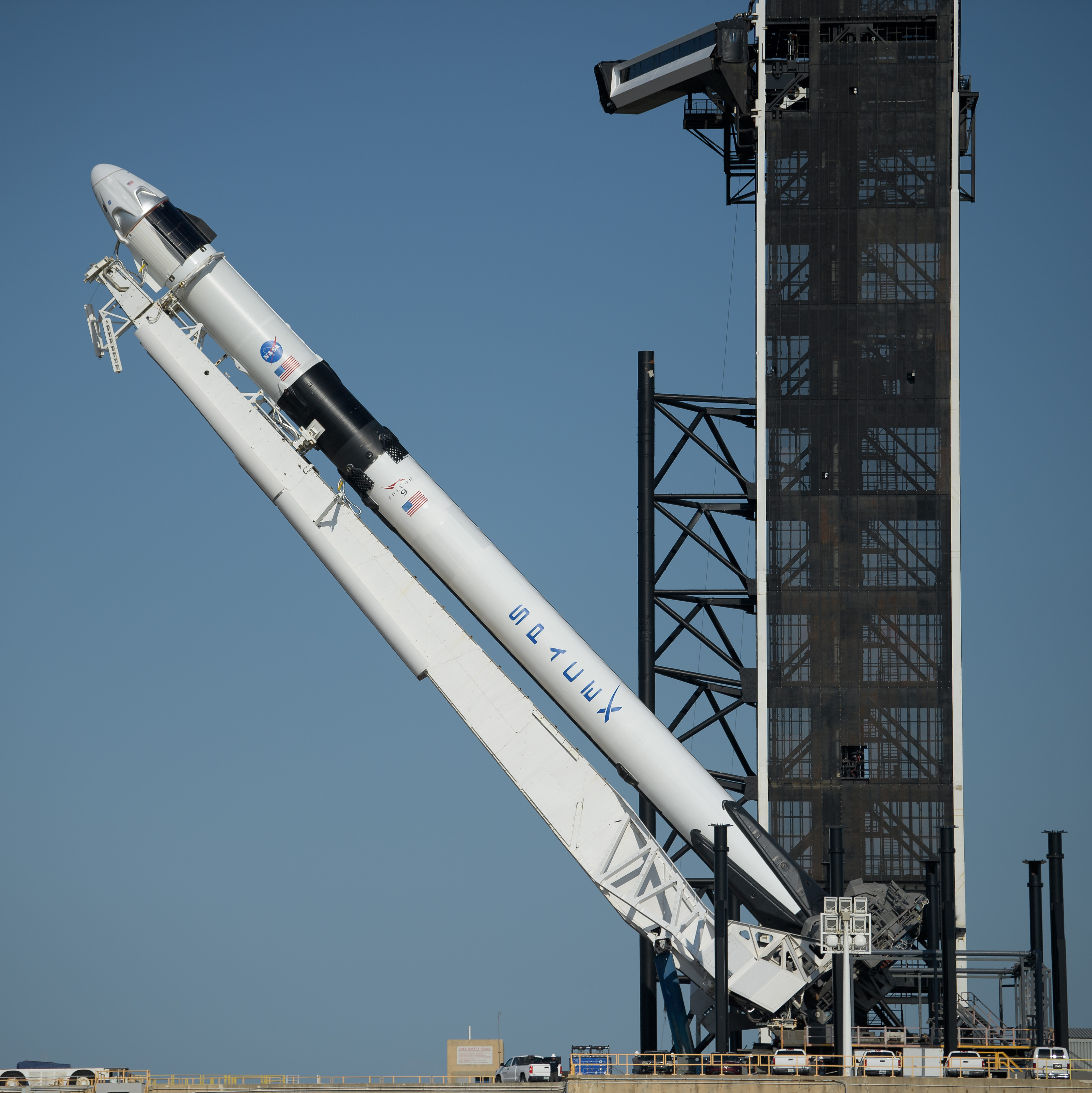
2020年5月21日火箭和龙飞船正在立起到LC-39A发射台

美国国家航空航天局在2018年8月3日宣布了出征本次任务的两名宇航员道格·赫尔利和罗伯特·本肯，他们都曾两次进入外层空间，都来自美國太空梭計劃，此次任务是他们的第三次太空之旅。该任务的首席飞行主管是泽布伦·斯科维尔（Zebulon Scoville）。
美国国家航空航天局（NASA）计算出试飞的乘员损失率（缩写：LOC）为1/276，低于商业乘员程序要求的合计1/270的阈值，是史上最安全的太空船。相比之下，太空梭的乘員損失率為1/90（實際135次發射，2次失敗，14人死亡）。 
１/276的数字包括减轻风险的方法，例如将龙飞船停靠在空间站后进行在轨检查，以检查其是否有微流星體和轨道碎片（MMOD）造成的损害。NASA将任务损失（缩写：LOM）的总体风险定为1/60。该风险涵盖了龙飞船乘员未按计划到达太空站，但乘员安全的返回地球的情况。NASA宇航员凱爾·林格倫（Kjell Lindgren）是此次飞行的唯一后备机组人员，为赫尔利和本肯的飞行提供了支持。
| 职责   | 姓名            | 进入外层空间次数 |
| ------ | --------------- | ---------------- |
| 指令长 | 道格拉斯·赫爾利 | 3                |
| 操作手 | 羅伯特·本肯     | 3                |

| 职责   | 姓名        | 进入外层空间次数 |
| ------ | ----------- | ---------------- |
| 指令长 | 凱爾·林格倫 |                  |

## 主要任务
载人龙飞船示范2号任务主要用于验证SpaceX的各个系统是否符合美国载人航天各项指标，如果成功，载人龙飞船、獵鷹9號運載火箭、载人运输系统、发射系统和SpaceX的能力将得到美国政府的认证。宇航员也将在轨道上对龙飞船的各项指标进行验证。
2020年5月25日，NASA预估了此次任务的失败几率，船舰和船员皆损失的概率约为276分之一，失败几率低于商业载人项目制定的270分之一。为了降低微流星體和太空垃圾可能对飞船造成的不利影响，与国际空间站对接后宇航员将在轨对龙飞船进行检查。在不损失宇航员的情况下，未顺利到达国际空间站的几率约为60分之一。
2020年5月27日，原计划于当天进行的发射因暴雨影响遭到了推迟，美國太空軍气象中队对发射天气进行重新预报，5月30日下午3:22:45和5月31日的下午3:00:07的备选發射窗口皆有60%的几率适合发射。
2020年5月30日，獵鷹9號運載火箭将搭载龙飞船和两名宇航员在肯尼迪航天中心的LC-39A发射台上发射升空，龙飞船将在5月31日抵达国际空间站，并与国际空间站的和谐号节点舱进行交会对接，宇航员道格·赫尔利和罗伯特·本肯将和国际空间站上的远征63任务宇航员共处数月。
载人龙飞船的自動化程度也是歷來最高的，对接和分离操作将由载人龙飞船上的电子计算机自主完成，宇航员将监控对接过程，必要时进行人工干预。猎鹰9号火箭发射后，火箭的第一级助推器将自动降落位于大西洋上的“当然我还爱你号”(Of Course I Still Love You)着陆船上以便回收再利用。在任务结束时宇航员将搭乘载人龙飞船通过降落伞返回地球，将降落在大西洋上，然后由“进发，领航员（Go Navigator）”号回收船回收，不必在海上開艙門。

## 发射经过

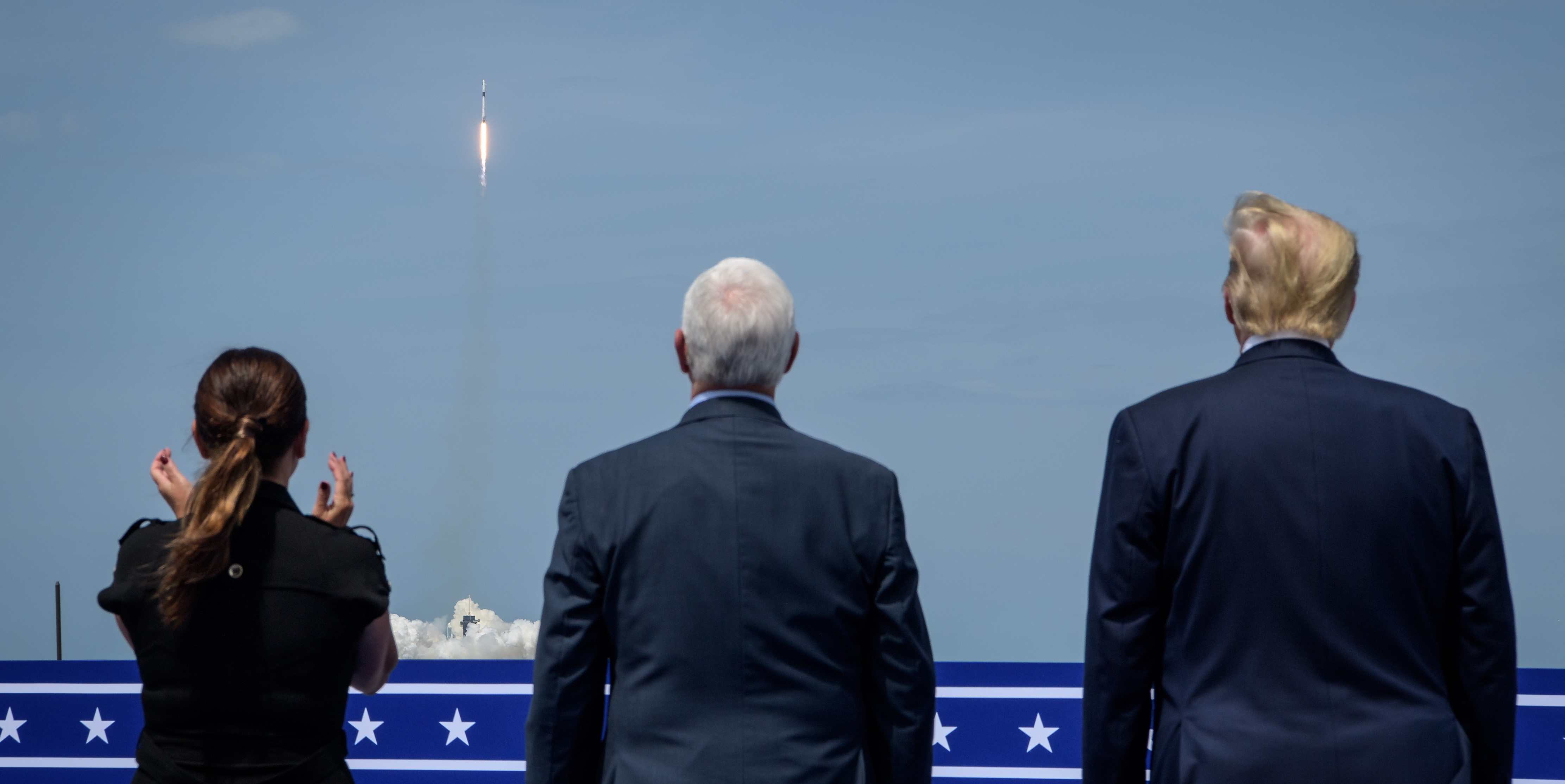
正在观看5月30日发射的美国总统唐納·川普（右）、副总统彭斯（中）和第二夫人凱倫（左）

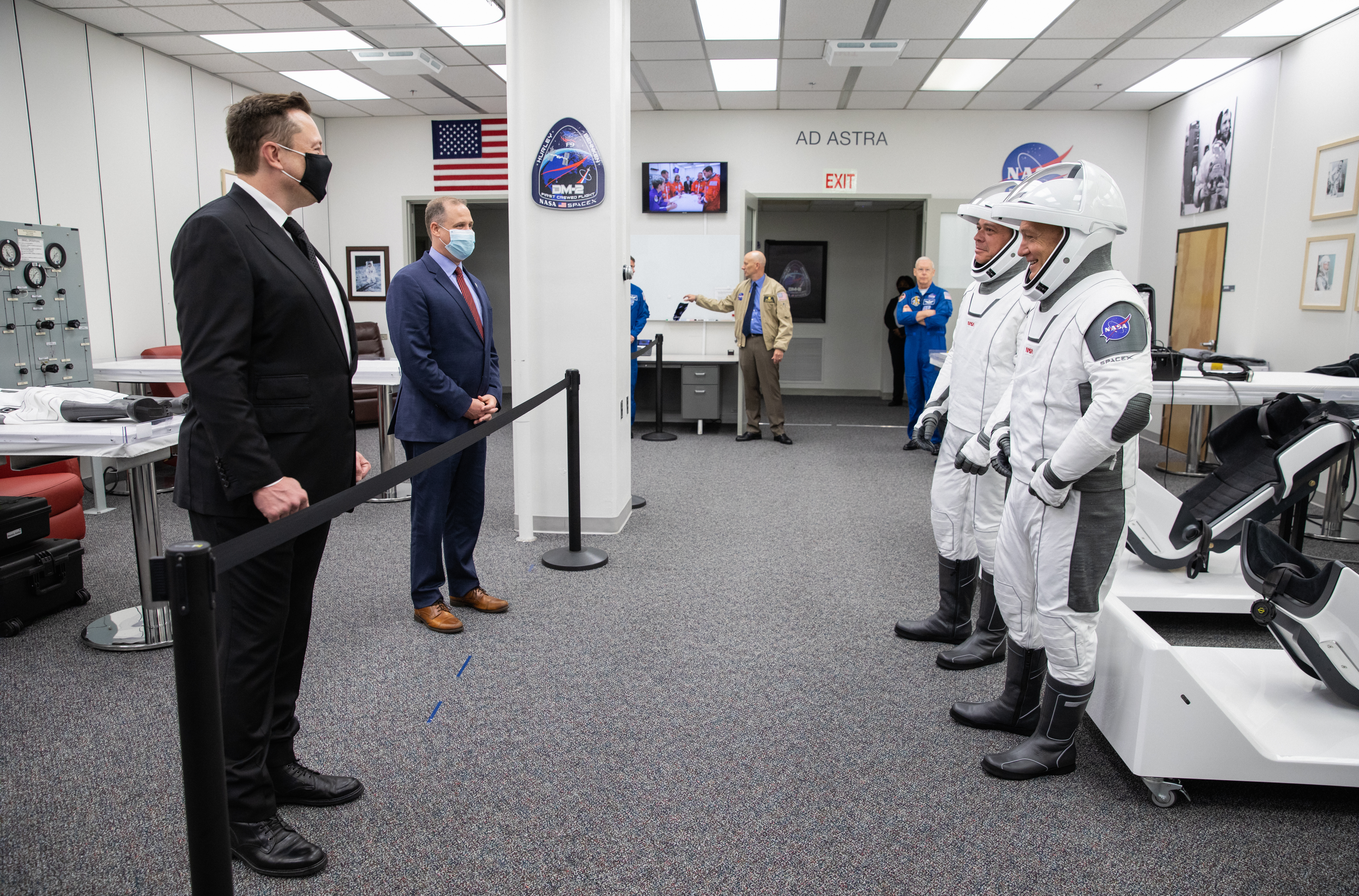
SpaceX首席执行官伊隆·马斯克（Elon Musk）和美国国家航空航天局局长吉姆·布里登斯廷（Jim Bridenstine）在肯尼迪航天中心与本肯贝恩肯和赫尔利问候，同时戴着口罩以在该国发生COVID-19疫情期间进行保持社交距离。

载人龙飞船示范2号最初计划作为SpaceX的商业载人项目于2019年7月发射，在原计划中将搭载2名宇航员前往国际空间站开展为期14天的实验任务。但在2019年4月20日进行载人龙飞船示范1号发射逃逸系统的飞行中止测试实验时发生了意外意外致使逃生用的SuperDraco发动机损坏，经调查是由于氧化剂不慎泄露到了高压氦通道导致的。
2020年1月19日，成功进行了飞行中止测试实验。
2020年4月9日，NASA局长吉姆·布里登斯廷表示正在根据2019冠状病毒病疫情调整宇航员的训练日程，并等待降落伞实验的最终结果，但对于将宇航员通过载人龙飞船在2020年5月底或6月初送上国际空间站的计划“充满信心”。
2020年4月17日，NASA和SpaceX联合宣布将于2020年5月27日发射载人龙飞船示范2号，龙飞船示范2号将搭载两名宇航员至国际空间站，届时国际空间站的的宇航员将由原先的三人增加到五人。执行此次任务的两名宇航员将在国际空间站上驻留两到三个月左右，期间将进行各类实验和任务，直至下一艘载人龙飞船抵达交接后再返回地球。
2020年4月23日，NASA局长吉姆·布里登斯廷呼吁航天爱好者们待在家中通过电视或网络观看火箭发射，不要前往肯尼迪航天中心现场。布里登斯廷并补充说正在采用错峰轮班机制以减少工作人员感染冠状病毒的风险。
载人龙飞船示范2号将实现多个首次。包含：龙飞船的首次载人发射、SpaceX的首次载人发射、美国自2011年航天飞机退役后的首次本土载人发射（此前美国若要将宇航员送往国际空间站需要依赖俄罗斯的联盟号宇宙飞船）。与以往发射不同的是由于疫情影响，肯尼迪航天中心现场并不为公众开放，只邀请了部分记者在现场报道火箭发射。不過在室外空間可以觀看，有許多美國民眾來到佛州現場欣賞發射場面。
2020年5月1日，SpaceX成功完成了Mark 3降落伞实验，成为任务可以继续进行的重要里程碑。
为促进公众参与，NASA和SpaceX将为因疫情无法参加毕业典礼的2020届毕业生们提供将照片带往国际空间站的机会。
2020年5月20日，宇航员道格·赫尔利和罗伯特·本肯抵达肯尼迪航天中心进行发射前的准备工作。5月21日凌晨獵鷹9號運載火箭成功从地面立起到发射架。5月22日火箭顺利进行了最后的静态点火测试，为27日的发射做好了准备。
因为这次发射的意义非凡，美国总统唐納·川普和副总统迈克·彭斯都出席了5月27日的发射，但是由于天气影响发射并未如期进行，而是推迟到了5月30日，不過由於是重大的歷史時刻，两位总统都表示将在5月30日再度前往佛罗里达州的肯尼迪航天中心观看火箭发射。
2020年5月30日，美国东部时间下午3:22火箭如期升空。可回收的第一级火箭在完成任务后也顺利降落到了“當然我還愛你”号着陆船上。
2020年5月31日，两名宇航员抵达了国际空间站。
2020年8月1日美东时间19时34分，载人龙飞船示范2号脱离国际空间站，8月2日下午2时42分在墨西哥湾的海面溅落。

## 任务徽章和标志

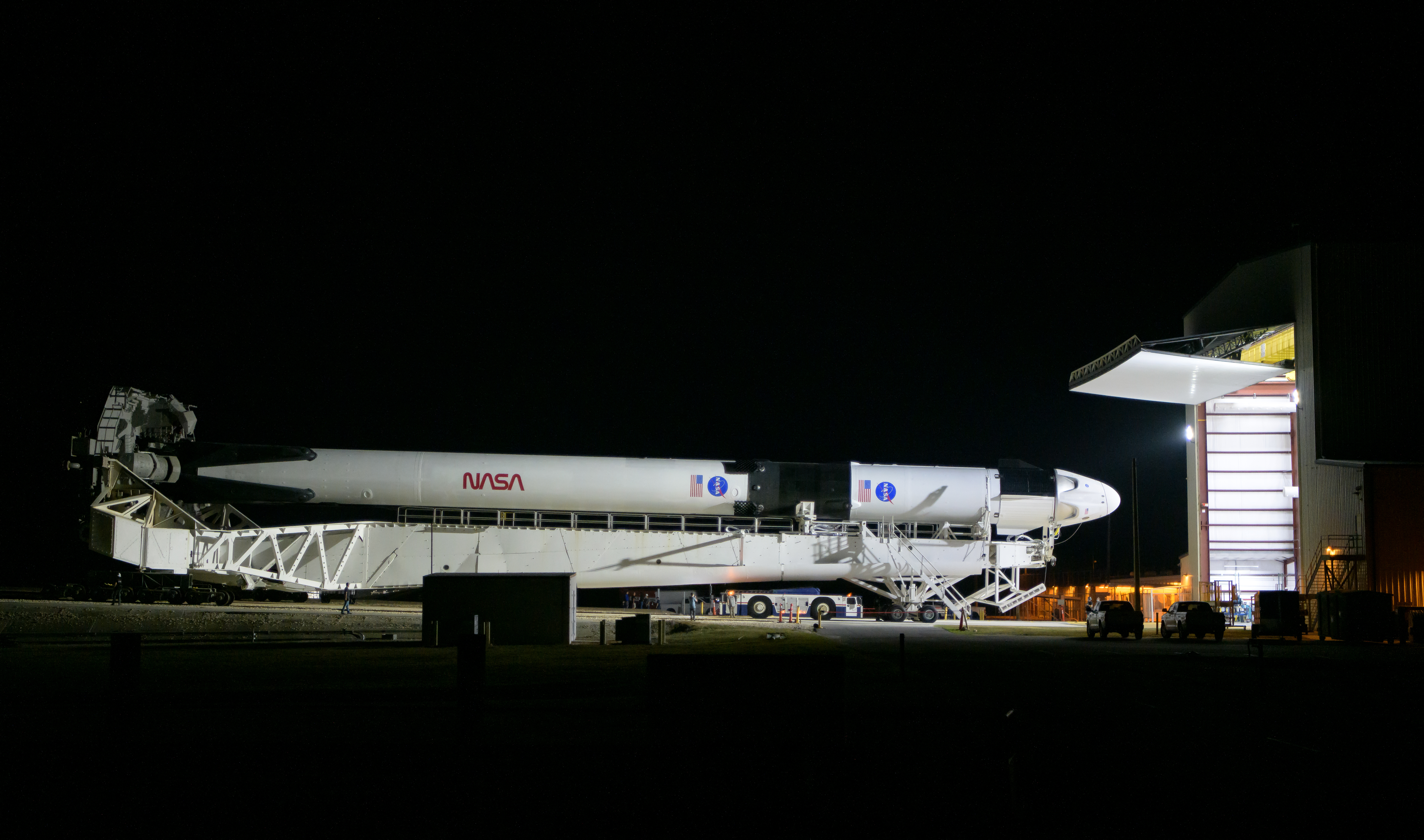
用于执行任务的猎鹰9号火箭，火箭第一级印有经典的NASA红色连体标志

NASA经典的红色连体标志

任务徽章由来自明尼苏达州布雷纳德的艺术家安德鲁·尼伯格（Andrew Nyberg）设计，他也是指令长道格·赫尔利的侄子，徽章上印有商业载人项目、猎鹰9号、载人龙飞船和NASA的红色箭头标志，同时还绘有美国国旗、国际空间站，在周围印着两位宇航员的名字和NASA、SpaceX等文字，中间印有载人龙飞船示范2号的缩写DM-2和首次载人飞行字样，徽章的轮廓则设计的和载人龙飞船的轮廓一样。
猎鹰9号火箭上则印刷着NASA经典的红色连体标志，这是此标志自1992年退役以来第一次正式使用。發射後稍晚，在軌飞行员道格拉斯·赫爾利與羅伯特·本肯按傳統，命名該船為奮進號（Endeavour），以紀念他們曾经乘坐的美國奮進號太空梭，這是美國第三艘同名太空船。

## 外部連結
- Live transmission of launch on NASA TV
- YouTube上的In-orbit footage
- Commercial Crew Press Kit

### Extended video series from SpaceX

#### Launch, coast, approach, and docking
- YouTube上的Crew Demo 2 (Launch)
- YouTube上的Crew Demo 2 (Coast)
- YouTube上的Crew Demo 2 (Approach and Docking)

#### Departure, return coast, and splashdown
- YouTube上的Crew Demo 2 Departure
- YouTube上的Crew Demo 2 Return Coast Phase
- YouTube上的Crew Demo 2 Splashdown